# Zamarada tosta
Zamarada tosta är en fjärilsart som beskrevs av Fletcher 1974. Zamarada tosta ingår i släktet Zamarada och familjen mätare. Inga underarter finns listade i Catalogue of Life.